# Đền thờ Kamo

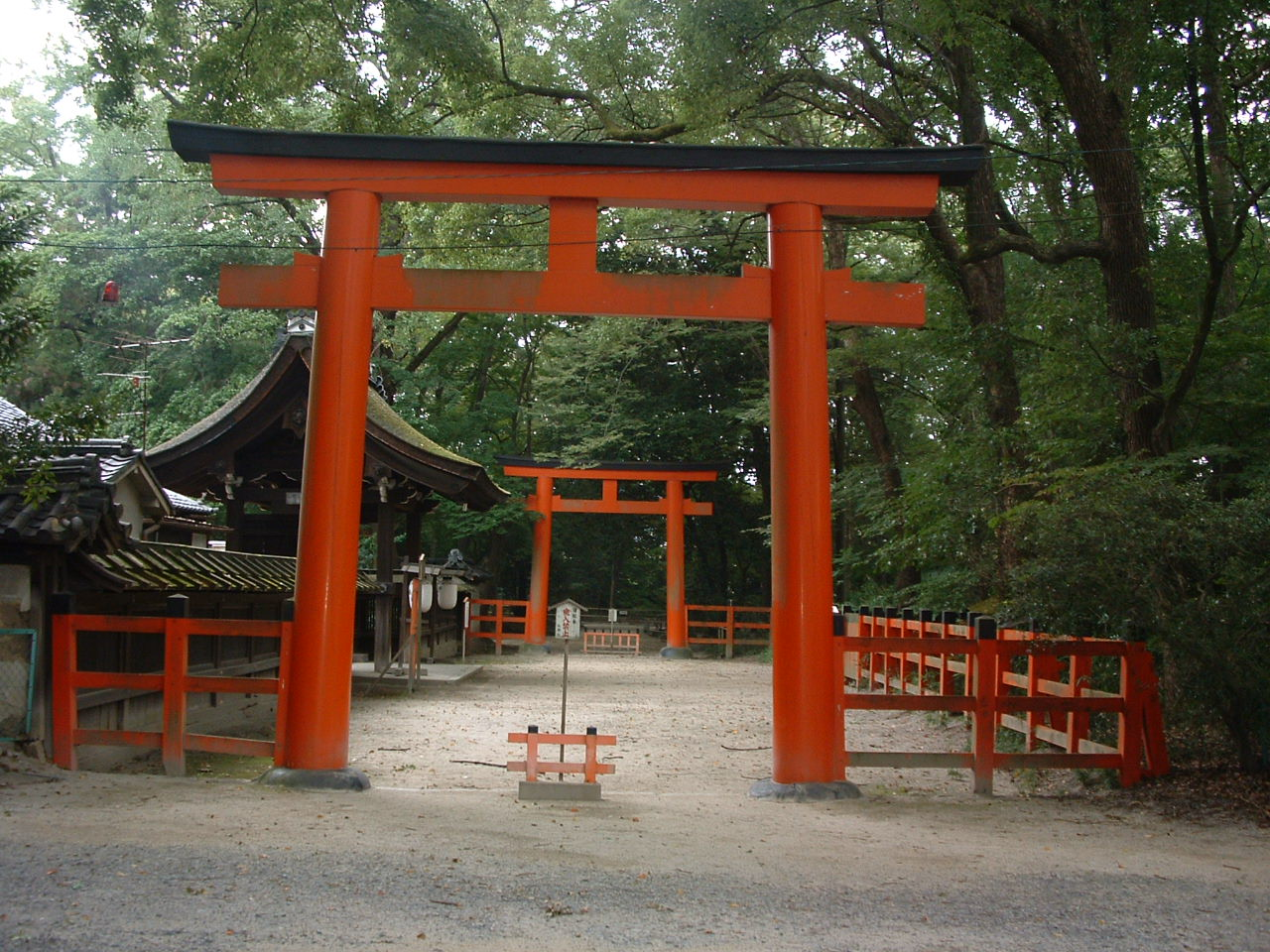

Đền Kamo thượng (tiếng Nhật: 上賀茂神社 Thượng Hạ Mậu thần xã) và Đền Kamo hạ (tiếng Nhật: 下鴨神社 Hạ Áp thần xã) là một cặp đền thờ của Shinto ở Kyoto, Nhật Bản. Đây là những đền thờ thuộc loại cổ nhất Nhật Bản. Cả hai đền đều thờ Kamo Wake-ikazuchi, kami (thần) sấm. Đền Kamo là một hạng mục trong Di sản văn hóa cổ đô Kyoto.

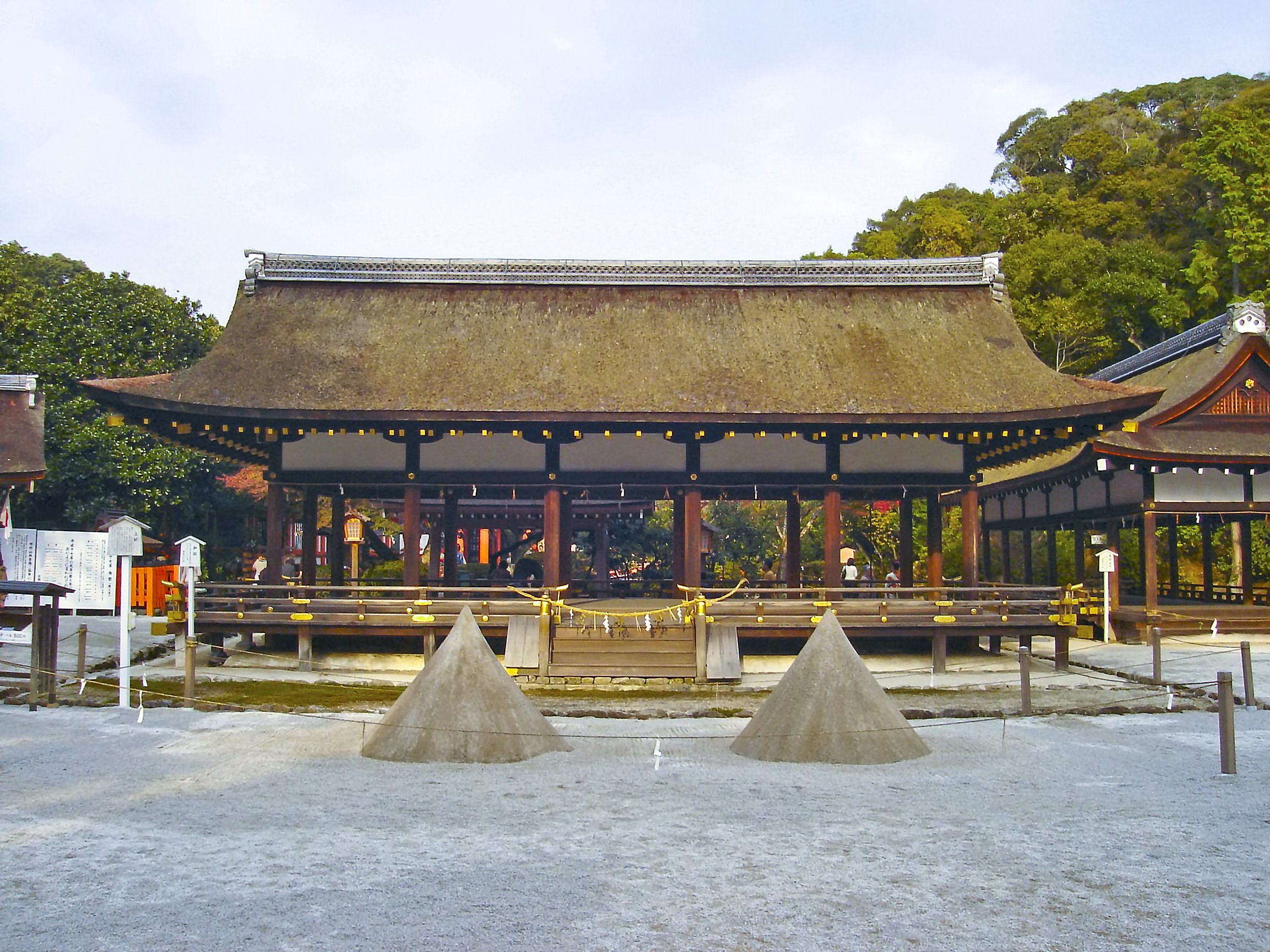